# 大盧基州
大盧基州（俄语：Великолукская область）是蘇聯俄羅斯蘇維埃聯邦社會主義共和國西部的一個州。首府大盧基。下轄19縣。
1944年8月22日建州，1957年10月2日撤銷，所轄市縣歸普斯科夫州和加里寧州。